# Ciala veleda
Ciala veleda är en tvåvingeart som beskrevs av Richter 1976. Ciala veleda ingår i släktet Ciala och familjen parasitflugor. Inga underarter finns listade i Catalogue of Life.